# Hålväg

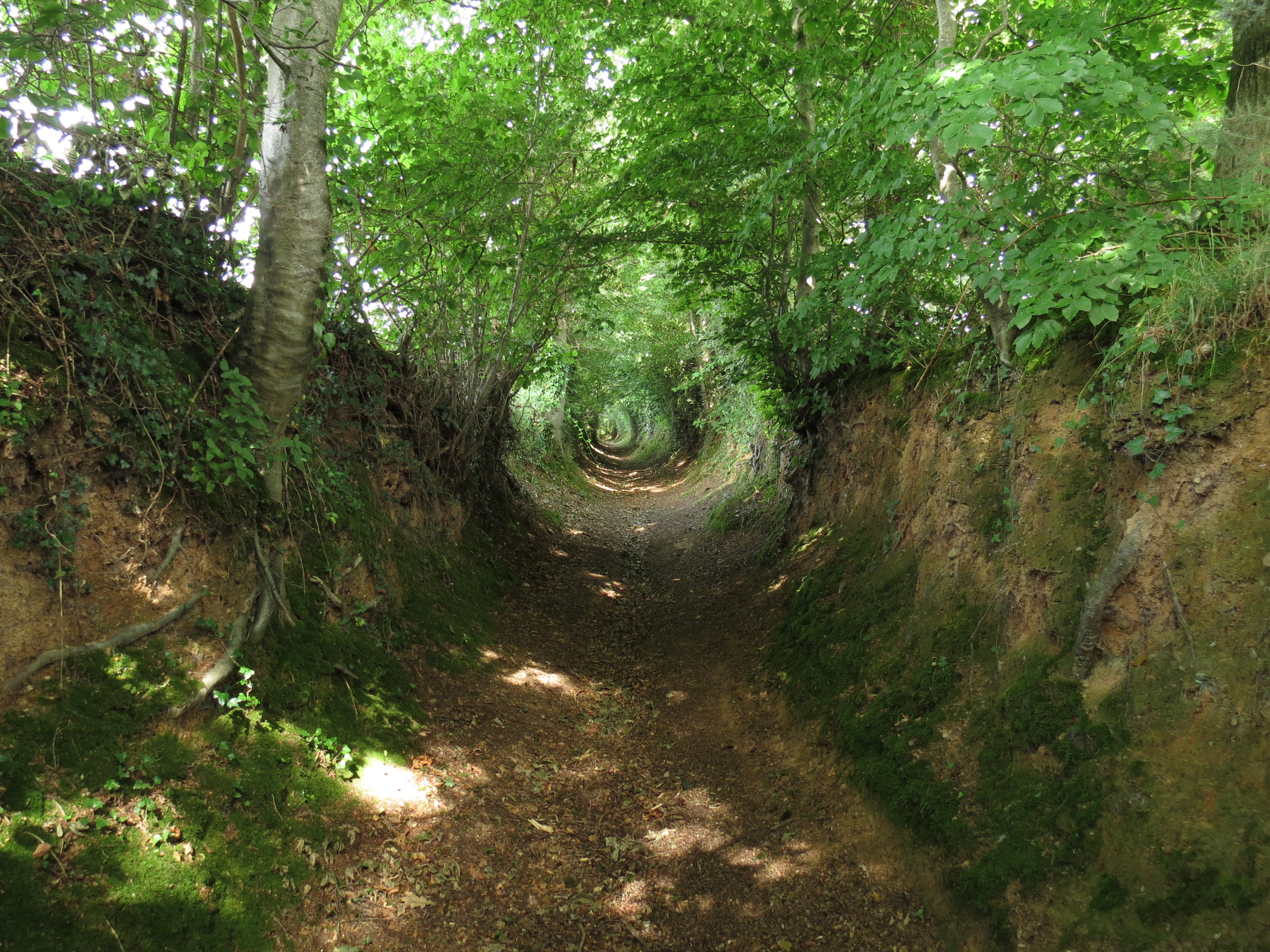
Hålväg, La Meauffe, Frankrike.

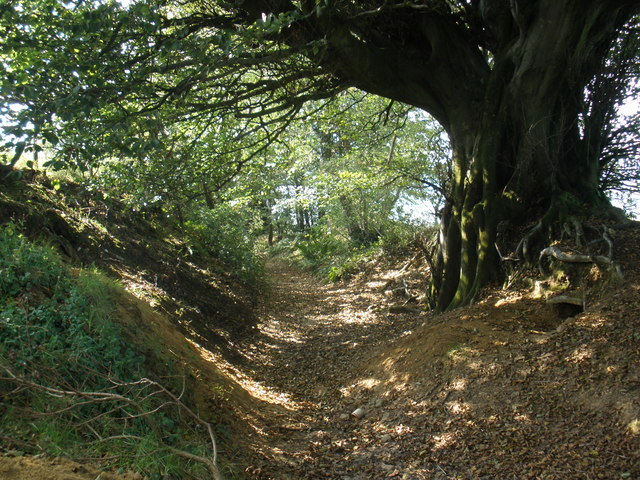
Hålväg, Burstock, Storbritannien.

Hålväg är en fornlämning som består av en fåra i marken där en forntida väg gått fram. Fåran har bildats av slitage från hovar, klövar och fötter, samt genom rinnande ytvatten (exempelvis regn). 
Med hålväg menas även en smal passage med branta väggar genom fast berg. Sådana hålvägar förekommer längs sprickor i graniter och gnejser.

## Beskrivning
När en väg på grund av upprepande slitage blev för "dikig" eller på annat sätt obekväm, valde man att gå vid sidan om och därför kan man i hålvägstäta områden ofta se flera parallella stråk intill varandra. Vissa hålvägar är nästan V-formade i genomskärning, medan andra kan ha en U-form. De senare visar att de fortfarande brukades när man började använda vagnar. Hålvägar förekommer mest i sluttningar eller på åsar där många människor har färdads. Smärre hålvägar trampas fortfarande in av djur och människor där flitigt nyttjade stigar passerar genom lösa markytor.

## Exempel från Sverige
- Hålvägarna i Timmele, Ulricehamns kommun räknas till Sveriges bäst bevarade.
- Tydliga hålvägar finns strax nordost om Nossebro i Essunga kommun i Västergötland. Hålvägarna i Essunga kommun, som är registrerade som fornlämningar, finns i skogsallmänningen Furet strax öster om Essunga stationssamhälle.
- Hålvägar i närheten av Vattenledningsparken sydväst om Jönköpings centrum.
- På Dimbo gravfält i Dimbo socken i Tidaholms kommun finns lämningar efter sex medeltida hålvägar.
- I Skepplanda och Hålanda socknar i Ale kommun i Västergötland finns spår av den medeltida ridvägen Lödösevägen mellan Lödöse och Skara.
- Flera hålvägar från vikingatiden finns inom Söderby fornminnesområde, Salems kommun.

## Bildgalleri

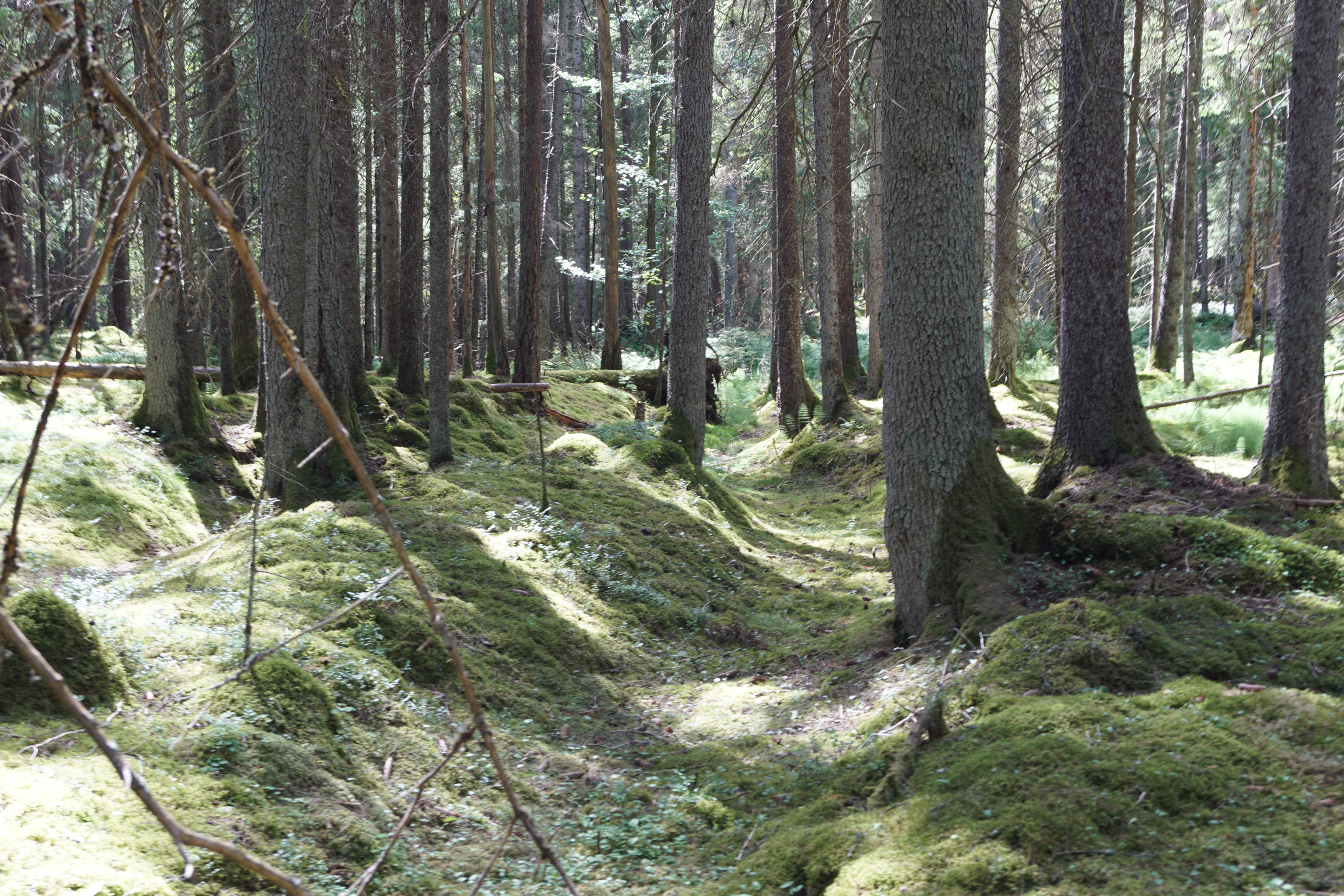
Hålväg från Lödösevägen i naturreservatet Slereboåns dalgång nära byn Röserna i Risveden.
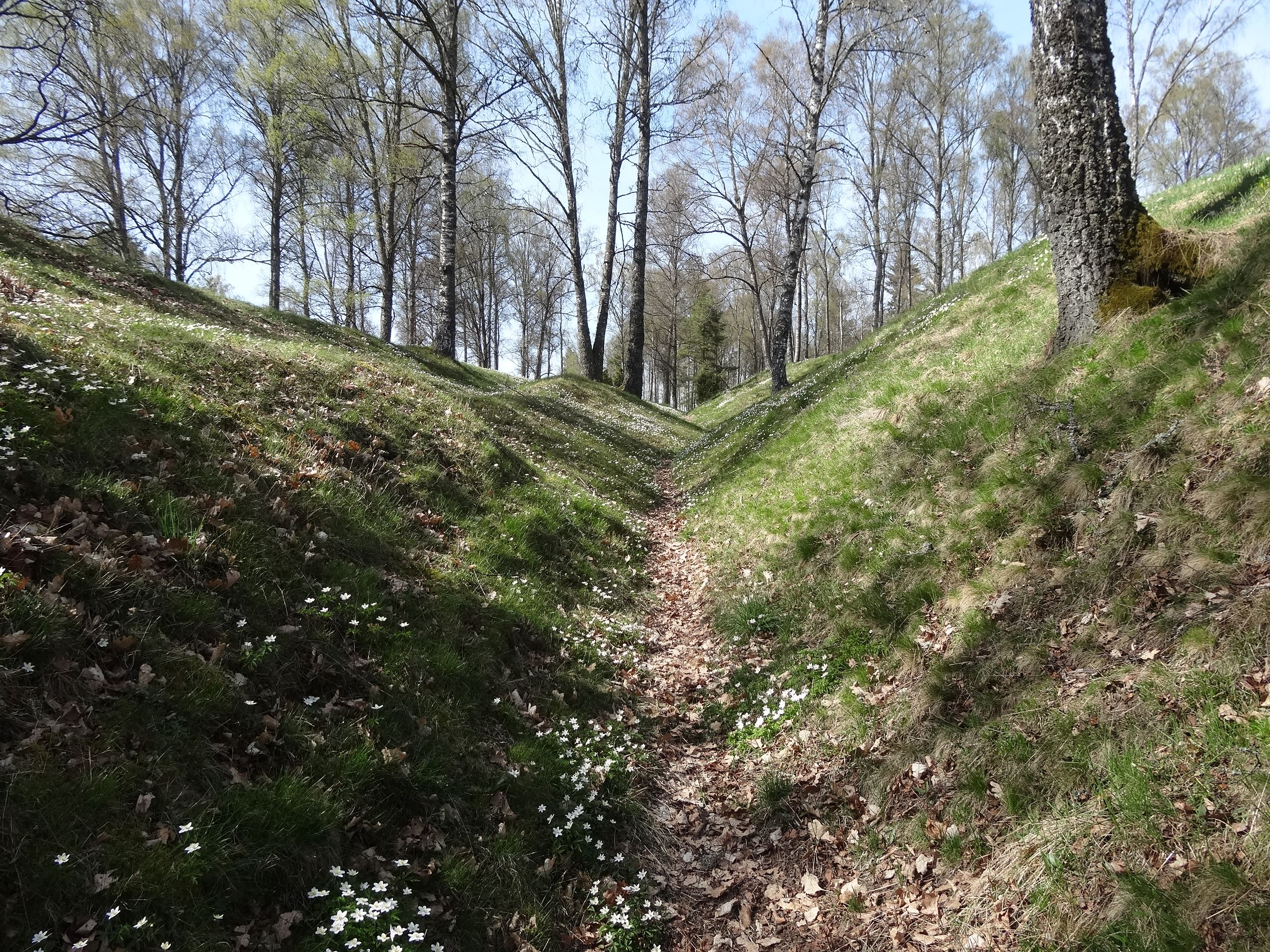
Hålväg i Timmele norr om Ulricehamn.
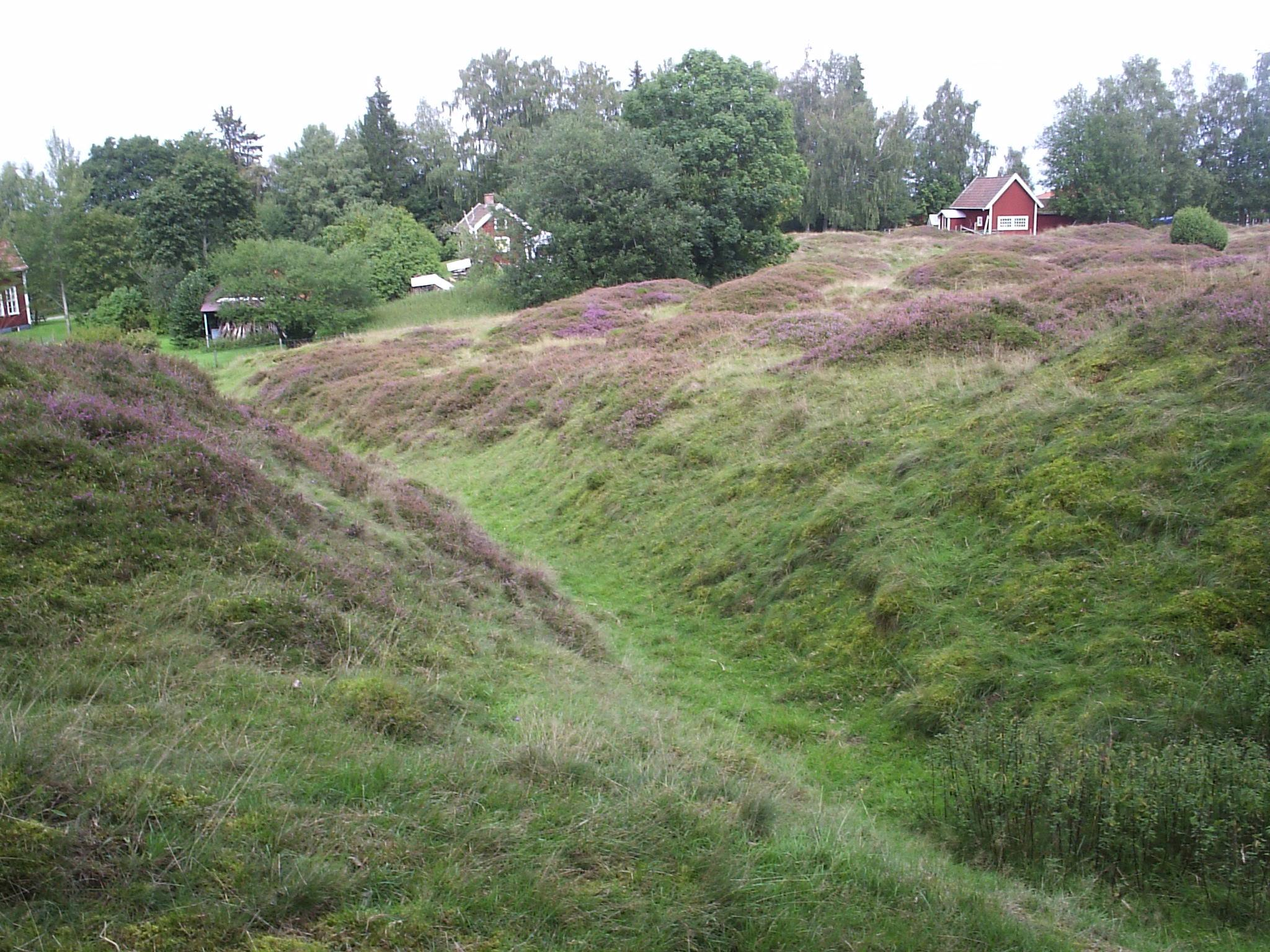
Hålväg i Dimbo gravfält i Tidaholms kommun.
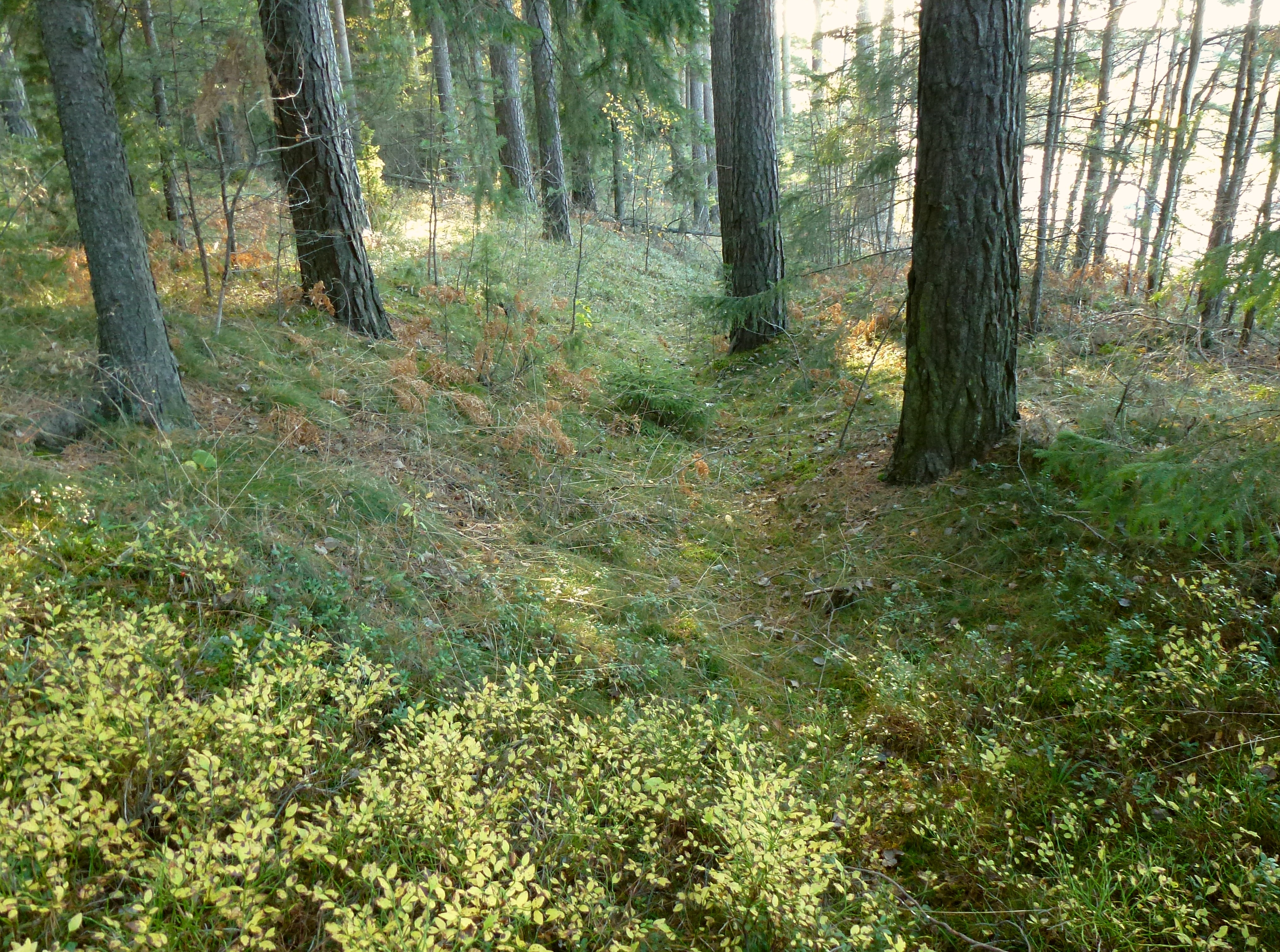
Hålväg i Söderby fornminnesområde, Salems kommun.
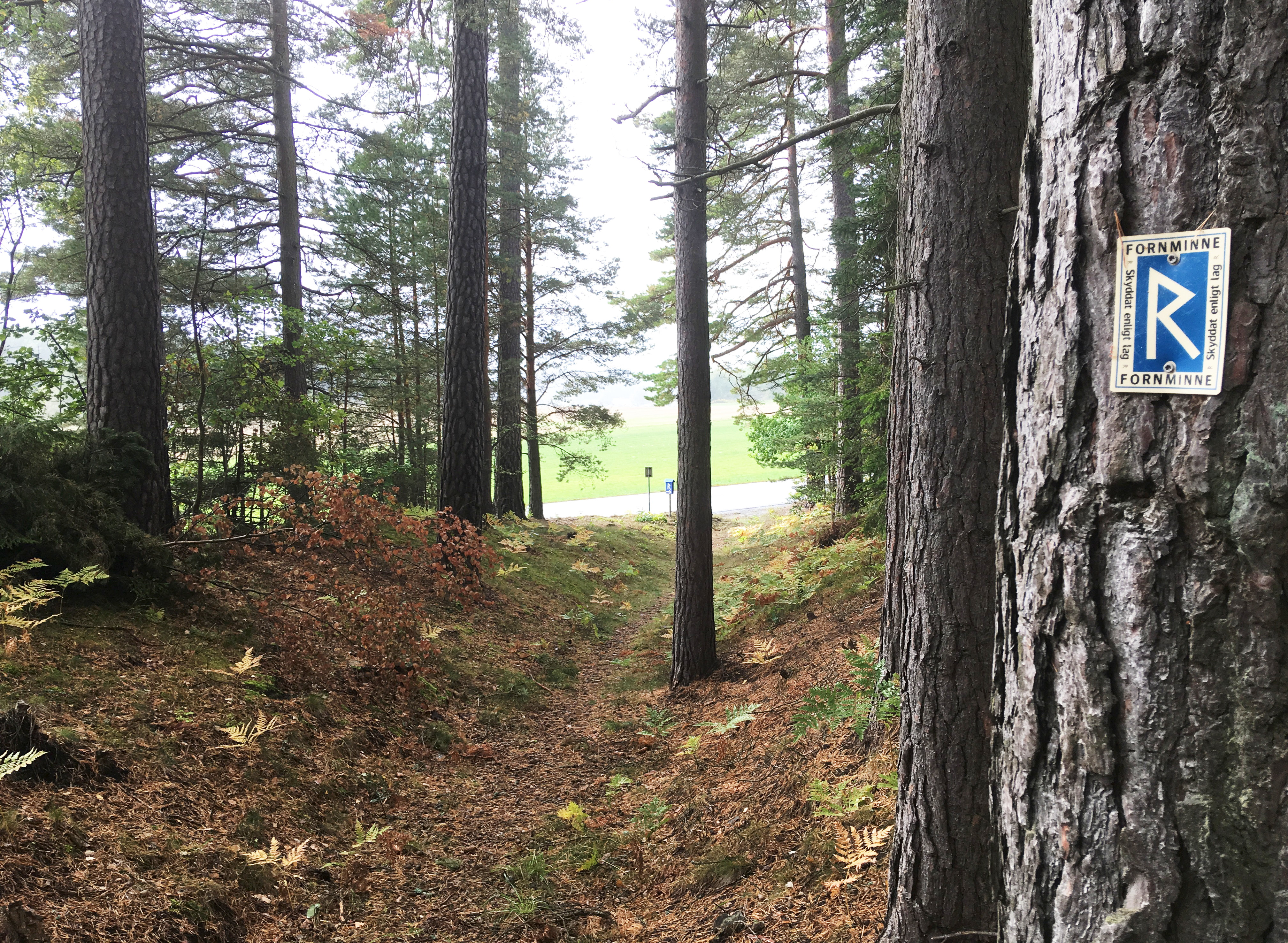
En cirka 50 meter lång bevarad hålväg vid Ekerövägen som syns i bakgrunden.
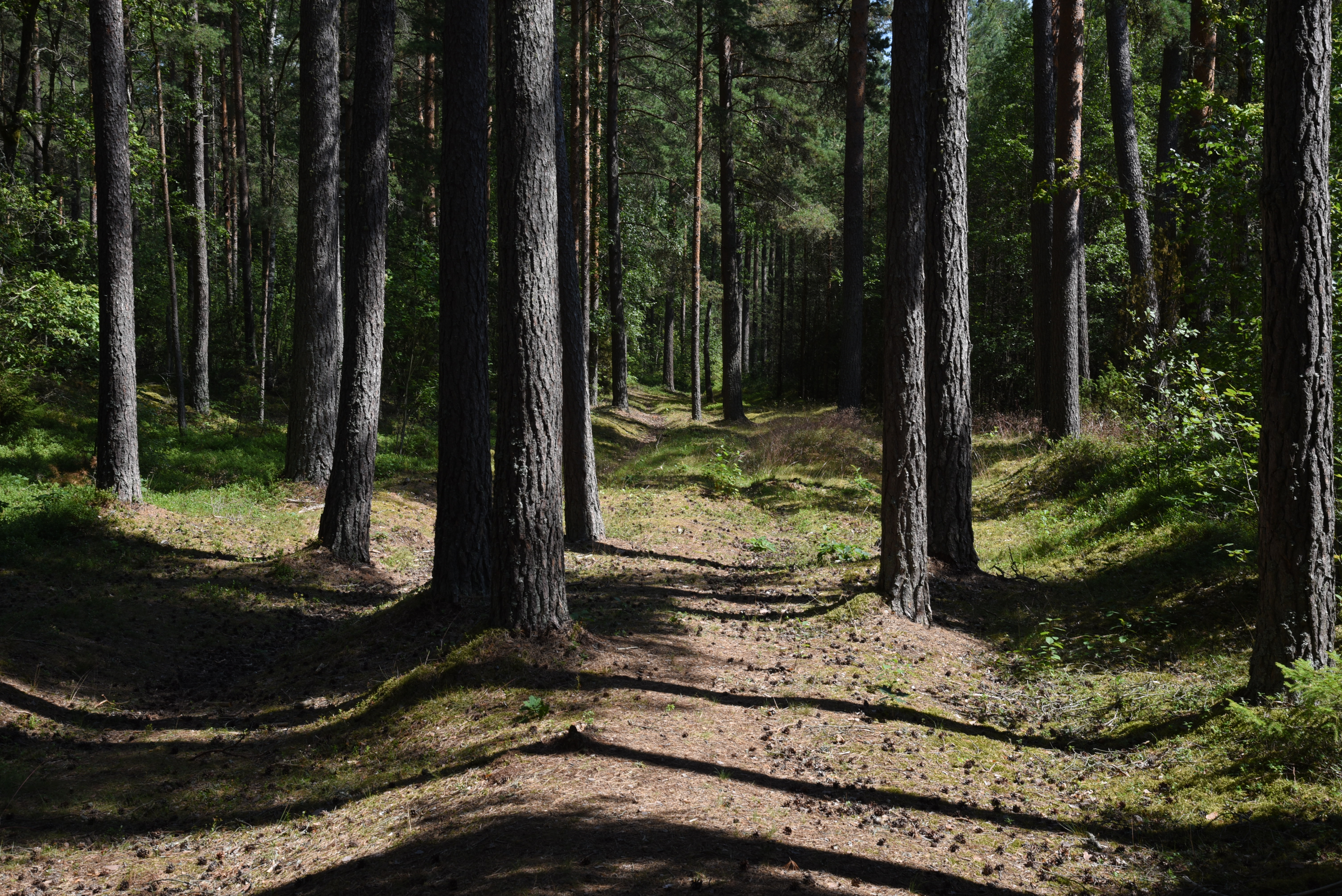
Hålvägarna i Furet vid Essunga stationssamhälle.